# 白霍盧尼察河
白霍盧尼察河是俄羅斯的河流，位於基洛夫州內，屬於維亞特卡河的左支流，河道全長168公里，流域面積2,800平方公里，在每年11月開始結冰，直至翌年4月，河畔城鎮有白霍盧尼察。